# Piłka ręczna na Igrzyskach Ameryki Środkowej i Karaibów 2014
Turnieje piłki ręcznej na XXII Igrzyskach Ameryki Środkowej i Karaibów odbyły się w dniach 15–26 listopada 2014 roku w meksykańskim mieście Veracruz. Zawody służyły również jako kwalifikacja do turnieju piłki ręcznej na Igrzyskach Panamerykańskich 2015.
W turnieju męskim triumfowała reprezentacja Portoryko, pozostałe miejsca na podium zajęli Dominikańczycy i Kubańczycy, zaś w zawodach żeńskich najlepsza okazały się Kubanki, podium uzupełniły natomiast Portorykanki i Meksykanki.

## Podsumowanie

### Klasyfikacja medalowa
| Klasyfikacja medalowa | Klasyfikacja medalowa | Klasyfikacja medalowa | Klasyfikacja medalowa | Klasyfikacja medalowa | Klasyfikacja medalowa |
| Miejsce               | Reprezentacja         | Złoto                 | Srebro                | Brąz                  | Razem                 |
| --------------------- | --------------------- | --------------------- | --------------------- | --------------------- | --------------------- |
| 1                     | Portoryko             | 1                     | 1                     | 0                     | 2                     |
| 2                     | Kuba                  | 1                     | 0                     | 1                     | 2                     |
| 3                     | Dominikana            | 0                     | 1                     | 0                     | 1                     |
| 4                     | Meksyk                | 0                     | 0                     | 1                     | 1                     |
| Razem                 | Razem                 | 2                     | 2                     | 2                     | 6                     |

### Medaliści
| Konkurencja | 1. miejsce | 2. miejsce | 3. miejsce |
| ----------- | ---------- | ---------- | ---------- |
| Mężczyźni   | Portoryko  | Dominikana | Kuba       |
| Kobiety     | Kuba       | Portoryko  | Meksyk     |

## System rozgrywek
Był to piąty turniej w historii tej imprezy. Zawody odbyły się w Centro Deportivo Carlos Serdán Arechavaleta w dniach 15–26 listopada 2014 roku, przy czym pierwsze sześć dni zarezerwowane były na mecze kobiet, sześć kolejnych zaś na spotkania mężczyzn. Do zawodów mogły przystąpić jedynie reprezentacje zrzeszone przez ODECABE. Medaliści turnieju uzyskali bezpośredni awans na Igrzyska Panamerykańskie 2015, zespoły z czwartych miejsc otrzymały natomiast szansę występu w "turnieju ostatniej szansy".
Zarówno w zawodach męskich, jak i żeńskich, do zawodów przystąpiło osiem reprezentacji liczących maksymalnie piętnastu zawodników. W pierwszej fazie rywalizowały one systemem kołowym podzielone na dwie czterozespołowe grupy. Czołowe dwie drużyny z każdej z grup awansowały do półfinałów, pozostałe zaś rywalizowały o miejsce piąte. W fazie grupowej toczone były bez ewentualnej dogrywki, za zwycięstwo, remis i porażkę przysługiwało odpowiednio dwa, jeden i zero punktów.
Przy ustalaniu rankingu po fazie grupowej w przypadku tej samej ilości punktów lokaty zespołów były ustalane kolejno na podstawie:
- wyników meczów pomiędzy zainteresowanymi drużynami;
- lepszego bilansu bramek w meczach pomiędzy zainteresowanymi drużynami;
- lepszego bilansu bramek zdobytych i straconych;
- większej liczby zdobytych bramek;
- losowania.

W przypadku remisu w meczach o miejsca 1–4 przeprowadzana była dogrywka 2×5 min, a w przypadku braku w niej rozstrzygnięcia organizowany był konkurs rzutów karnych. W meczach o miejsca 5–8 ewentualny remis był rozstrzygany od razu rzutami karnymi.

## Kwalifikacje
Jedno miejsce przyznano reprezentacjom gospodarzy, trzy przypadły medalistom Igrzysk Ameryki Środkowej, zaś o cztery walczyły zespoły podczas Pucharu Karaibów.
| Kwalifikacja                    | Data               | Miejsce       | Miejsca | Mężczyźni                                  | Kobiety                                    |
| ------------------------------- | ------------------ | ------------- | ------- | ------------------------------------------ | ------------------------------------------ |
| Gospodarz                       | –                  | –             | 1       | - Meksyk                                   | - Meksyk                                   |
| Igrzyska Ameryki Środkowej 2013 | 4–8 marca 2013     | San José      | 3       | - Nikaragua - Gwatemala - Kostaryka        | - Kostaryka - Gwatemala - Nikaragua        |
| Puchar Karaibów 2013            | 5–9 listopada 2013 | Santo Domingo | 4       | - Dominikana - Kuba - Portoryko - Kolumbia | - Kuba - Dominikana - Portoryko - Kolumbia |

### Igrzyska Ameryki Środkowej 2013
Awans uzyskały czołowe trzy drużyny z obu turniejów rozegranych podczas Igrzysk Ameryki Środkowej 2013.

### Puchar Karaibów 2013
W związku z wycofaniem się tuż przed turniejem zespołów Haiti i Wenezueli cała czwórka uczestniczących żeńskich reprezentacji uzyskała awans na igrzyska. W zawodach mężczyzn natomiast wśród pięciu uczestniczących zespołów znajdowała się reprezentacja Meksyku mająca jako gospodarz zagwarantowany automatyczny awans na igrzyska, toteż dołączyły do niej pozostałe startujące zespoły.

## Turniej mężczyzn
|  |                         |            |           |                         |    |            |            |       |
|  | Półfinały               | Półfinały  | Półfinały |                         |    | Finał      | Finał      | Finał |
|  | Półfinały               | Półfinały  | Półfinały |                         |    | Finał      | Finał      | Finał |
|  | 25 listopada 2014 12:30 |            |           |                         |    |            |            |       |
|  |                         |            |           |                         |    |            |            |       |
|  | Dominikana              | Dominikana | 28        |                         |    |            |            |       |
|  | Dominikana              | Dominikana | 28        | 26 listopada 2014 20:00 |    |            |            |       |
|  | Meksyk                  | Meksyk     | 23        |                         |    |            |            |       |
|  | Meksyk                  | Meksyk     | 23        |                         |    | Dominikana | Dominikana | 27    |
|  | 25 listopada 2014 20:00 |            |           |                         |    | Dominikana | Dominikana | 27    |
|  |                         |            | Portoryko | Portoryko               | 37 |            |            |       |
|  | Portoryko               | Portoryko  | Portoryko | Portoryko               | 37 | 31         |            |       |
|  | Portoryko               | Portoryko  |           |                         |    |            |            |       |
|  | Kuba                    | Kuba       | 30        |                         |    |            |            |       |
|  | Kuba                    | Kuba       | 30        | Mecz o 3. miejsce       |    |            |            |       |
|  |                         |            |           |                         |    |            |            |       |
|  | 26 listopada 2014 17:30 |            |           |                         |    |            |            |       |
|  |                         |            |           |                         |    |            |            |       |
|  | Meksyk                  | Meksyk     | 22        |                         |    |            |            |       |
|  | Meksyk                  | Meksyk     | 22        |                         |    |            |            |       |
|  | Kuba                    | Kuba       | 32        |                         |    |            |            |       |
|  | Kuba                    | Kuba       | 32        |                         |    |            |            |       |

## Turniej kobiet
|  |                         |            |           |                         |    |       |       |       |
|  | Półfinały               | Półfinały  | Półfinały |                         |    | Finał | Finał | Finał |
|  | Półfinały               | Półfinały  | Półfinały |                         |    | Finał | Finał | Finał |
|  | 19 listopada 2014 12:30 |            |           |                         |    |       |       |       |
|  |                         |            |           |                         |    |       |       |       |
|  | Kuba                    | Kuba       | 28        |                         |    |       |       |       |
|  | Kuba                    | Kuba       | 28        | 20 listopada 2014 20:00 |    |       |       |       |
|  | Meksyk                  | Meksyk     | 27        |                         |    |       |       |       |
|  | Meksyk                  | Meksyk     | 27        |                         |    | Kuba  | Kuba  | 32    |
|  | 19 listopada 2014 20:00 |            |           |                         |    | Kuba  | Kuba  | 32    |
|  |                         |            | Portoryko | Portoryko               | 18 |       |       |       |
|  | Dominikana              | Dominikana | Portoryko | Portoryko               | 18 | 21    |       |       |
|  | Dominikana              | Dominikana |           |                         |    |       |       |       |
|  | Portoryko               | Portoryko  | 22        |                         |    |       |       |       |
|  | Portoryko               | Portoryko  | 22        | Mecz o 3. miejsce       |    |       |       |       |
|  |                         |            |           |                         |    |       |       |       |
|  | 20 listopada 2014 17:30 |            |           |                         |    |       |       |       |
|  |                         |            |           |                         |    |       |       |       |
|  | Meksyk                  | Meksyk     | 24        |                         |    |       |       |       |
|  | Meksyk                  | Meksyk     | 24        |                         |    |       |       |       |
|  | Dominikana              | Dominikana | 15        |                         |    |       |       |       |
|  | Dominikana              | Dominikana | 15        |                         |    |       |       |       |